# Смертельная гонка 4: Вне анархии
«Смертельная гонка 4: Вне анархии» (англ. Death Race: Beyond Anarchy) — американский научно-фантастический боевик 2018 года режиссёра Дона Майкла Пола. Это четвёртый и последний фильм из серии ремейков «Смертельной гонки» и прямое продолжение фильма «Смертельная гонка» 2008 года. Фильм был выпущен сразу на DVD и в цифровом формате 2 октября 2018 года.

## Сюжет
Приватизированная охранная фирма управляет Sprawl, огромной тюрьмой, в которой содержится около 420 000 заключенных. Внутри популярное соревнование «Смертельная гонка» (соревнование последнего выжившего, в котором заключенные участвуют в гонках на модифицированных автомобилях, вооруженных тяжелым оружием) было объявлено незаконным новым надзирателем, нанятым владельцем тюрьмы, Weyland International. Ему было поручено уничтожить Франкенштейна, чемпиона тюрьмы и короля Смертельных гонок.
После победы над конкурентом в Смертельной гонке Франкенштейн прибывает на афтепати. Тюремная группа спецназа пытается вывести его. Они убивают нескольких заключенных в этом районе, но в конечном итоге их загоняет в угол и расправляется с верной армией заключенных Франкенштейна. Франкенштейн разговаривает с надзирателем через одну из их нательных камер, говоря, что он убьет каждого человека, которого надзиратель пошлет убить его. Начальник, исполнительный директор Weyland International, упрекает надзирателя за то, что ему не удалось убить Франкенштейна, и предупреждает его, что у него есть последний шанс.
Вертолёт с новыми заключенными пролетает над Муравейником, и охранник объясняет правила этой земли. Каждому из них дается свиток серебряных монет, чтобы помочь пробраться в тюрьму. Сразу после приземления «копы», тюремная банда, которой руководит гонщик смерти Джонни Лоу, натыкаются на новых сокамерников и убивают большинство из них. Двое выживают, но отказываются отдавать свои монеты. Они побеждают всю банду, демонстрируя необычайно искусную технику, и расходятся.
Заключенного-мужчину, Коннора, подбирает группа женщин, которые видят его впечатляющий бой. Он говорит им, что ищет Балтимора Боба, имя, которое он подслушал во время полета на вертолёте, который предположительно руководит Смертельными гонками. Они ведут его в бар, которым управляет Франкенштейн, где Джонни Лоу вот-вот убьют за то, что он не смог получить все монеты от новых сокамерников. Коннор побеждает ещё двух приспешников Франкенштейна, и Франкенштейн лично противостоит ему. Хотя они не дерутся, Коннор не проявляет страха или уважения к Франкенштейну в их обмене. Бармен Джейн связывает Коннора с Балтиморским Бобом, который также был свидетелем его драки.
Балтимор Боб ведет Коннора по тюрьме, и они обсуждают смертельные гонки. Они посещают отборочный матч к Смертельной гонке в Яме Смерти, где гонщики на мотоциклах должны избегать препятствий и ловушек, чтобы выжить. Другая сокамерница, сражавшаяся с копами при приземлении, Джипси Роуз, побеждает в квалификационном матче. Той ночью Джейн снова видит Коннора и приводит его к себе домой. Они рассказывают о том, как попали в Sprawl. Она предполагает, что он хочет переспать с ней, но Коннор, к её удивлению, отказывается.
На следующий день Коннор говорит Балтиморскому Бобу, что хочет участвовать в Смертельной гонке. Его квалификационный матч — это бег к башне, на которую он должен подняться, чтобы получить ключи от машины. Он пробивается к башне и получает ключи, но обнаруживает, что теперь ему предстоит столкнуться с Мясником, огромным мужчиной с кувалдой и серпом. Коннор жестоко побеждает его, и Франкенштейн велит своей наложнице Карли привести к нему Коннора. В душе Карли делает пас Коннору, от которого тот снова отказывается. Франкенштейн говорит ему, что если он выиграет Смертельную гонку, то станет королем Муравейника, и спрашивает, готов ли он к этой ответственности. После встречи Коннор снова идет к Джейн. На этот раз они, кажется, начинают отношения.
Коннор вместе с Балтиморским Бобом начинает строительство своего Death Racer. Женщина, поднявшая его после драки с копами, просит стать его вторым пилотом, на что он неохотно соглашается. Он снова проводит ночь перед Смертельной гонкой с Джейн, говоря ей, что до того, как он попал в тюрьму, ему не о чем было заботиться, и подразумевает, что теперь он заботится только о ней.
На следующее утро он видит, как вся тюрьма спускается к дому Джейн. Он выходит на улицу и сталкивается с Франкенштейном, который раскрывает всей тюрьме, что Коннор на самом деле сержант Коннор Гибсон, специальный оперативник, посланный внутрь, чтобы убить его. Он заявляет, что Коннору будет разрешено участвовать в Смертельной гонке, но многие возмущены этим предательством и желают ему смерти.
Когда Гонщики Смерти прибывают к стартовой линии, Франкенштейн сообщает, что его новым вторым пилотом будет пленная Джейн, которую он использует в качестве «страхового полиса» против Коннора. На протяжении всей Смертельной гонки участники выбывают один за другим, пока не остаются только Коннор, Франкенштейн, Джонни Лоу и Джипси Роуз. Коннора, наконец, перенаправляет Балтимор Боб. Он совершает почти невозможный прыжок на 250 футов через упавший мост и оказывается прямо позади Франкенштейна. Джонни Ло выбывает, а Джипси Роуз занимает третье место.
На последнем отрезке у Коннора заканчивается бензин. Франкенштейн оборачивается, и Джейн умоляет его не убивать Коннора. Франкенштейн подъезжает к Коннору и его второму пилоту; они стреляют в него ракетой безрезультатно. В последнюю секунду Джипси Роуз Ти-Боунс врезается в бок автомобиля Франкенштейна, тем самым предотвращая убийство Коннора. Коннор бросается на помощь Джейн и Джипси Роуз и стреляет во Франкенштейна, убивая его. Она говорит Коннору, что скоро их заберет вертолёт; он понимает, что она тоже специальный агент. Коннор, разрывающийся между своей прошлой жизнью и новой с Джейн, решает остаться. Балтимор Боб говорит ему надеть маску, стать Франкенштейном и управлять Sprawl. Он берет пальто и маску Франкенштейна, побеждает в Смертельной гонке и, предположительно, остается.

## В ролях
- Зак Макгоуэн — Коннор Гиббсон
- Дэнни Гловер — Балтимор Боб
- Кристин Марзано — Джейн
- Дэнни Трехо — Голдберг
- Фредерик Колер — Листс
- Велислав Павлов — Франкенштейн
- Нолан Норт — голос Франкенштейна (озвучка)
- Лорина Камбурова — нацистка

## Выпуск
Первоначально фильм планировалось выпустить 30 января 2018 года, но его перенесли на 2 октября.